# Октябрське міське поселення (Ванінський район)
Октя́брське міське поселення (рос. Октябрьское городское поселение) — сільське поселення у складі Ванінського району Хабаровського краю Росії.
Адміністративний центр та єдиний населений пункт — селище міського типу Октябрський.

## Населення
Населення міського поселення становить 5650 осіб (2019; 6240 у 2010, 6524 у 2002).